# ويندي روجرز (سياسية)
ويندي روجرز (بالانجليزية: Wendy Rogers) (ولدت في 24 يوليو عام 1954) وهي سياسية أمريكية مناصرة لحركة اليمين المتطرف. انتُخبت روجرز لأول مرة في عام 2020 لمنصب عضو مجلس الشيوخ عن ولاية أريزونا بتمثيلها المنطقة التشريعية 7.
أدت روجرز خدمتها كضابط في القوات الجوية الأمريكية من عام 1976 حتى عام 1996. قبل فوزها في انتخابات مجلس شيوخ الولاية، ترشحت لمختلف مكاتب الولايات والمكاتب الفيدرالية بين عامي 2010 و 2018، لكن دون جدوى. في عام 2020، نظمت روجرز حملة انتخابات تمهيدية ناجحة ضد سيناتور الولاية الحالية سيلفيا ألين، ومن ثم تغلبت على المرشح الديمقراطي في الانتخابات العامة. انتُخبت روجرز في البداية لتمثيل الدائرة التشريعية 6، لكنها قامت لاحقًا بالتبديل ردًا على إعادة تقسيم الدوائر.
بصفتها مرشحًا وعضو في مجلس الشيوخ في ولاية أريزونا، أثارت روجرز الجدل بخطاب تحريضي تدعم من خلاله دونالد ترامب ومحاولاته لإبطال نتائج الانتخابات الرئاسية الأمريكية لعام 2020، وتبنيها للقومية البيضاء بما في ذلك العديد من نظريات المؤامرة المعادية للسامية والعنصرية. وهي عضو في جماعة حراس القسم، وهي جماعة مناهضة للحكومة شارك أعضاؤها في اقتحام كابيتول الولايات المتحدة في 6 يناير عام 2021.
في مارس عام 2022، تمت إدانة روجرز بشكل استثنائي من قِبَل مجلس الشيوخ في ولاية أريزونا الذي يسيطر عليه الجمهوريون وذلك على إثر تصريحاتها أمام مؤتمر العمل السياسي الأول لأمريكا ذات القومية البيضاء، وكانت موضوع تحقيق أخلاقي بعد أن أشارت إلى أن إطلاق النار في هجوم بوفالو عام 2022 كان أشبه بعملية رفع راية كاذبة للحكومة الفيدرالية الأمريكية.

## مهنتها العسكرية
أدت روجرز خدمتها لصالح القوات الجوية الأمريكية من عام 1976 حتى عام 1996 عندما تقاعدت برتبة مقدم. باعتيارها واحدة من أول 100 امرأة طيارة في سلاح الجو، قامت روجرز بالطيران على متن طائرة سي-141 ستارليفتر للنقل العسكري وأيضًا طائرة ليرجيت 35 في عام 1981. هبطت روجرز لاحقًا في أوروبا.

## مهنتها السياسية
ابتداءً من عام 2010، ترشحت روجرز لمنصب عام خمس مرات دون جدوى. في عام 2010، ترشحت روجرز لمجلس شيوخ أريزونا في الدائرة التشريعية السابعة عشرة، لكنها خسرت أمام الديمقراطي ديفيد شابيرا في الانتخابات العامة. في عام 2012، ترشحت لمجلس النواب الأمريكي في الدائرة التاسعة للكونغرس في ولاية أريزونا، وخسرت الانتخابات التمهيدية للحزب الجمهوري أمام فيرنون باركر. في عام 2014، ترشحت مرة أخرى للدائرة التاسعة وفازت بترشيح الحزب الجمهوري، لكنها خسرت أمام عضو الكونغرس الديمقراطي الحالي كيرستن سنيما. خلال تلك الحملة، استخدمت روجرز مقطع فيديو لعملية قطع رأس الصحفي الأمريكي جيمس فولي على يد إرهابيي تنظيم الدولة الإسلامية في إعلان حملتها وذلك لمهاجمة سنيما ووصفها بأنها غير قادرة على حفظ الأمن القومي. أدان الديمقراطيون الإعلان ووصفوه بأنه تكتيك تشهير «مستهجن»، بينما دافع منظمي حملة روجرز عنه.
في عام 2016، سعت روجرز دون جدوى إلى ترشيح الحزب الجمهوري لمنطقة الكونغرس الأولى في أريزونا؛ وكانت واحدة من بين خمسة أشخاص، إلى جانب عمدة مقاطعة بينال المدعو بول بابو، وعضو مجلس الشيوخ السابق عن الولاية ووزير خارجية أريزونا كين بينيت، وصاحب مزرعة ورجل الأعمال غاري كيني، ورجل الأعمال شون ريد. خلال حملتها التمهيدية، كانت روجرز المرشح الوحيد لدعم اقتراح دونالد ترامب ببناء الجدار الفاصل على الحدود مع المكسيك. أيدت أيضًا زيادة عدد الأفراد العسكريين الأمريكيين المنتشرين في النزاعات الخارجية. خسرت روجرز بحصولها على المركز الثالث خلف بابو، الذي فاز بالترشيح، وحصول كيني على منصب الوصيف. في انتخابات مجلس النواب الأمريكي لعام 2018، ترشحت روجرز مرة أخرى وفازت بترشيح الحزب الجمهوري لمنطقة الكونغرس الأولى، لكنها خسرت أمام عضو الكونغرس الديمقراطي الحالي توم أوهاليران.